# سیمون دیوی
سیمون دیوی (انگلیسی: Simon Davey؛ زادهٔ ۱ اکتبر ۱۹۷۰) بازیکن فوتبال اهل بریتانیا است.
از باشگاه‌هایی که در آن بازی کرده‌است می‌توان به باشگاه فوتبال پرستون نورث اند، باشگاه فوتبال دارلینگتون، باشگاه فوتبال سوانزی سیتی، و باشگاه فوتبال کارلایل یونایتد اشاره کرد.